# كريستي بوجيرت
كريستي بوجيرت (بالهولندية: Kristie Boogert) مواليد 16 ديسمبر 1973 في آود- بايرلاند، هولندا، هي لاعبة كرة مضرب هولندية سابقة وكانت تلعب باليد اليمنى. كما أنها إحدى بطلات الجراند سلام. أعلى تصنيف لها في الفردي كان المركز الـ 29 في سنة 1996. سبق أن شاركت في دورة الألعاب الأولمبية الصيفية.

## بطولات حققتها
- دورة رولان غاروس الدولية

## النهائيات

### النهائيات الأولمبية

#### الزوجي: 1 (0–1)
| الحصيلة | السنة | البطولة                        | الأرضية | الشريك         | المنافس                      | النتيجة  |
| ------- | ----- | ------------------------------ | ------- | -------------- | ---------------------------- | -------- |
| فضة     | 2000  | الألعاب الأولمبية الصيفية 2000 | صلبة    | ميريام أورمانز | سيرينا ويليامز فينوس ويليامز | 1–6, 1–6 |

## الميداليات
| الميدالية | المسابقة                       |
| --------- | ------------------------------ |
| فضية      | الألعاب الأولمبية الصيفية 2000 |

## روابط خارجية
- كريستي بوجيرت على موقع رابطة محترفات التنس (الإنجليزية)
- كريستي بوجيرت على موقع الاتحاد الدولي لكرة المضرب (الإنجليزية)
- كريستي بوجيرت على موقع كأس بيلي جين كينغ (الإنجليزية)
- كريستي بوجيرت على موقع بطولة ويمبلدون (الإنجليزية)
- كريستي بوجيرت على موقع خلاصة التنس.كوم (الإنجليزية)
- كريستي بوجيرت على موقع اللجنة الأولمبية الدولية (الإنجليزية)
- كريستي بوجيرت على موقع أوليمبيديا (الإنجليزية)